# Libnotes (Libnotes) perplexa
Libnotes (Libnotes) perplexa is een tweevleugelige uit de familie steltmuggen (Limoniidae). De soort komt voor in het Oriëntaals gebied.